# آنتال واگو
آنتال واگو (مجاری: Antal Vágó؛ ۹ اوت ۱۸۹۱ – ۳۰ دسامبر ۱۹۴۴) بازیکن فوتبال اهل مجارستان بود.
از باشگاه‌هایی که در آن بازی کرده‌است می‌توان به باشگاه فوتبال ام‌تی‌کی بوداپست اشاره کرد.
وی همچنین در تیم ملی فوتبال مجارستان بازی کرده‌است.